# Pseudoderopeltis rothschildi
Pseudoderopeltis rothschildi är en kackerlacksart som först beskrevs av Robert Walter Campbell Shelford 1907.  Pseudoderopeltis rothschildi ingår i släktet Pseudoderopeltis och familjen storkackerlackor. Inga underarter finns listade i Catalogue of Life.